# Bruce Straley
Bruce Straley (Los Angeles megye, Kalifornia, 1978 –) amerikai játékrendező, művész, aki a Naughty Dog videójáték-fejlesztő cégnél dolgozik.

## Munkái
| Év    | Cím                                  | Szerepkör        | Platform                                       | Megjegyzés       |
| ----- | ------------------------------------ | ---------------- | ---------------------------------------------- | ---------------- |
| 1993. | X-Men                                | művészeti vezető | Sega Mega Drive                                | Steven Ross-szal |
| 1998. | Gex 3D: Enter the Gecko              | művész, tervező  | PlayStation                                    |                  |
| 2001. | Jak and Daxter: The Precursor Legacy | fejlesztő        | PlayStation 2, PlayStation 3, PlayStation Vita |                  |
| 2007. | Uncharted: Drake’s Fortune           | művészeti vezető | PlayStation 3                                  | Bob Rafeivel     |
| 2009. | Uncharted 2: Among Thieves           | játéktervező     | PlayStation 3                                  |                  |
| 2013. | The Last of Us                       | játékrendező     | PlayStation 3                                  |                  |